# Bülent Kaan Bilgen
Bülent Kaan Bilgen (* 5. April 1977) ist ein österreichisch-türkischer Fußballspieler.

## Karriere
Seine fußballerische Jugend verbrachte Bülent Kaan Bilgen beim Tiroler Landesligisten SC Schwaz, 1997 wechselte der damals 20-Jährige zum Bundesligisten FC Tirol Innsbruck.
1999 ging Bülent Bilgen für knapp neun Jahre in die Türkei, wo er zunächst bei Kocaelispor in der Süper Lig und der 1. Lig spielte. Der Verein wurde 2002 Türkischer Pokalsieger und durfte somit in der Folgesaison im UEFA Cup antreten, wo man jedoch bereits in der ersten Runde ausschied. Im Hinspiel, bei dem Bilgen nicht einmal auf der Bank saß, ging Kocaelispor 0:4 bei Ferencváros Budapest unter. Im Rückspiel am 3. Oktober 2002, das mit 0:1 ebenfalls verloren wurde, kam der Verteidiger immerhin zu seinem ersten und einzigen UEFA-Cup-Einsatz. In seiner letzten Saison in der Türkei stand Bilgen bei Körfez Belediyespor in der 3. Lig, der vierten und untersten türkischen Profiklasse, unter Vertrag. Daraufhin kehrte der nun 31-Jährige im Sommer 2008 ablösefrei nach Tirol zurück, um dort den eben erst aus der österreichischen Bundesliga abgestiegenen FC Wacker Innsbruck zu verstärken.
Sein Erste-Liga-Debüt feierte Bilgen am 18. Juli 2008 gegen die FK Austria Wien Amateure, als der Verteidiger in der 64. Minute eingewechselt wurde und in der 82. Minute mit seinem bislang einzigen Saisontreffer den 3:0-Endstand besorgte. Mit dem FC Wacker Innsbruck wurde Bilgen in der Saison 2009/10 mit zwei Punkten Vorsprung auf den FC Admira Wacker Mödling Meister der zweitklassigen österreichischen Ersten Liga und stieg somit mit dem Team in die Bundesliga auf.
Im Sommer 2012 wechselte er zum SC Schwaz.

## Erfolge
- 1× Türkischer Pokalsieger mit Kocaelispor: 2001/02
- 1× Meister der zweitklassigen Ersten Liga: 2009/10